# Els Marges
Els Marges es una revista de lengua y literatura catalana de periodicidad cuatrimestral fundada en 1974 por Joaquim Molas. 
El equipo de redacción estaba formado por Josep Maria Benet i Jornet, Jordi Castellanos i Vila, Josep Murgades y Barceló y Enric Sullà y Álvarez, a los que se añadieron posteriormente Manuel Jorba, Josep Maria Nadal, Joan Argenter, Josep Maria Balaguer. Ha publicado trabajos de investigación, de crítica y creación literarias, documentos de interés lingüístico y literario, textos de creación literaria actual inéditos, reseñas críticas sobre publicaciones recientes y editoriales de carácter polémico, como el manifiesto Una nació sense estat, un poble sense llengua (1979) (conocido como «manifiesto de Els Marges») y un artículo crítico sobre el Diccionari de la llengua Catalana del Instituto de Estudios Catalanes de 1998.
Hasta 2003 ha sido publicada por Curial Edicions Catalanes, y desde entonces es publicada por la editora de l'Avenç. Los directores actuales son Jordi Castellanos y Josep Murgades, y como redactores hay Marina Gustà, Víctor Martínez-Gil, Josep Paré, Maria Pilar Perea y Neus Real.